# Il piccolo trombettiere
Il piccolo trombettiere (The Little Bugler) è un cortometraggio del 1914 diretto da Robert Thornby.

## Produzione
Il film fu prodotto dalla Vitagraph Company of America.

## Distribuzione
Distribuito dalla General Film Company, il film - un cortometraggio in una bobina conosciuto anche come The Little Bugler, or The Diminutive Bugler - uscì nelle sale statunitensi il 29 gennaio 1914.